# Zosia Mamet
Zosia Russell Mamet is een Amerikaanse actrice en muzikante, bekend van tv-series zoals Mad Men, United States of Tara, Parenthood en Girls.

## Privéleven
Mamet is de dochter van de Amerikaanse regisseur David Mamet en de actrice Lindsay Crouse. Ze heeft een zus en twee halfzussen. Mamet is Joods.
Mamet is in oktober 2016 getrouwd met acteur Evan Jonigkeit en woont in Manhattan, New York.

## Carrière
Mamet heeft een band genaamd Chacha. Ze is echter vooral bekend als actrice, en speelde als klein kind al in enkele films.

## Filmografie

### Film
| Jaar | Titel                                      | Rol               | Opmerkingen |
| ---- | ------------------------------------------ | ----------------- | ----------- |
| 1997 | Colin Fitz Lives!                          | Lost Fan          |             |
| 2004 | Spartan                                    | Bedoeïense vrouw  |             |
| 2009 | Half Truth                                 | Meisje            | Korte film  |
| 2009 | Off the Ledge                              | Jenny             |             |
| 2010 | The Kids Are All Right                     | Sasha             |             |
| 2010 | Cherry                                     | Darcy             |             |
| 2010 | Greenberg                                  | Meisje op feestje |             |
| 2011 | Snuggle Bunny: Man's Most Lovable Predator | De dochter        | Korte film  |
| 2012 | Sunset Stories                             | Bethany           |             |
| 2012 | Rhymes with Banana                         | Z                 |             |
| 2013 | The Last Keepers                           | Rhea Carver       |             |
| 2015 | Bleeding Heart                             | Shiva             |             |
| 2016 | Wiener-Dog                                 | Zoe               |             |
| 2016 | Mildred & The Dying Parlor                 | Mildred           | Korte film  |
| 2016 | Dominion                                   | Penny             |             |
| 2016 | Goldbricks in Bloom                        | Cleo              |             |
| 2017 | The Boy Downstairs                         | Diana             |             |
| 2018 | Under the Silver Lake                      | Troy              |             |
| 2022 | Alone Together                             | Margaret          |             |
| 2023 | Molli and Max in the Future                | Molli             |             |
| 2023 | Trolls Band Together                       | Crimp             | Stemrol     |
| 2024 | Madame Web                                 | Amaria            |             |

### Televisie
| Jaar    | Titel                       | Rol                 | Opmerkingen                       |
| ------- | --------------------------- | ------------------- | --------------------------------- |
| 1994    | Parallel Lives              | Shannon             | tv-film                           |
| 2006–07 | The Unit                    | Christine Ross      | Terugkerende rol (5 afleveringen) |
| 2009    | Ab Fab                      | Saffron             | TV film                           |
| 2009    | War Wolves                  | Rudy                | TV film                           |
| 2010    | United States of Tara       | Courtney            | Terugkerende rol (7 afleveringen) |
| 2010    | Miss USA's Sexy Halloween   | Beatrice            | Korte video                       |
| 2010–11 | Parenthood                  | Kelsey              | Terugkerende rol (5 afleveringen) |
| 2010–12 | Mad Men                     | Joyce Ramsay        | Terugkerende rol (5 afleveringen) |
| 2012–17 | Girls                       | Shoshanna Shapiro   | Hoofdrol                          |
| 2013    | High School USA!            | Amber Lamber (stem) | Hoofdrol                          |
| 2014    | Regular Show                | Celia (stem)        | Aflevering: "The Postcard"        |
| 2015    | American Dad!               | Mary (stem)         | Aflevering: "My Affair Lady"      |
| 2016    | Unbreakable Kimmy Schmidt   | Sue Thompstein      | Aflevering: "Kimmy Drives a Car!" |
| 2017    | Star vs. the Forces of Evil | Hekapoo (stem)      | Terugkerende rol (3 afleveringen) |
| 2017    | You're the Worst            | Heidi Rasmullen     | Aflevering: "Not a Great Bet"     |
| 2020–22 | The Flight Attendant        | Annie Mouradian     | bijrol                            |